# Liggingsafwijking
Een liggingsafwijking is een afwijkende ligging van de baby in de baarmoeder.
De normale ligging van een foetus bij de geboorte is achterhoofdsligging, achterhoofd voor.
Afwijkende hoofdliggingen zijn:
- achterhoofdsligging, achterhoofd achter; dit als gevolg van een verkeerde spildraai
- kruinligging;
- aangezichtsligging
- voorhoofdsligging
- wandbeenligging

Andere liggingsafwijkingen zijn:
- dwarsligging
- onvolkomen stuitligging
- volkomen stuitligging
- sterrenkijker.

Bij de achterhoofdsligging staat het hoofdje al in de zwangerschap vast in het bekken van de moeder. Tijdens de indaling draait dan de kleine fontanel die het achterhoofd markeert, naar voren (inwendige spildraai). Na de geboorte draait het hoofdje weer terug (uitwendige spildraai) als de schouders in het geboortekanaal draaien. In voorhoofdsligging kan een kind niet geboren worden.
Bij een dwarsligging ligt het kind dwars in de baarmoeder en is vaginaal bevallen niet mogelijk. Als deze ligging blijft bestaan, vindt er een geplande keizersnede plaats.
Bij een onvolkomen stuitligging liggen de beentjes opgeslagen langs de buik. De stuit is voorliggend deel. Bij een volkomen stuitligging zijn de voetjes voorliggend deel.
Bij een stuitligging kan er in principe een vaginale bevalling plaatsvinden. Het risico van een kunstverlossing, zoals een stuitextractie al dan niet met een verlostang op het nakomend hoofd, is echter relatief groot, zodat men bij twijfel liever een keizersnede kiest.
Een sterrenkijker is een foetus die rug aan rug ligt met de moeder. De bevalling is vaak pijnlijker dan bij een gewone ligging en geeft wat meer kans op complicaties, maar vaak draait het kind zich bij de bevalling. Daarbij helpt het als de moeder een houding aanneemt die het bekken ruimer maakt, bijvoorbeeld door op de knieën te zitten en daarbij voorover te leunen of op de handen te steunen.